# 广州地铁八号线北延段列车
广州地铁八号线北延段列车是广州地铁的电动车组车款之一，正式名称为「广州市轨道交通八号线北延段车辆」，內部型号为A6，目前在8号线运营，全數配属于白雲湖車輛段。

## 概要
顧名思義，該批列車是因應8號線北延段開通新增的運力需求而購買的。共24列，144輛。除首列由中车株洲电力机车生产外，其余均由中车株洲电力机车属下的广州中车轨道交通装备有限公司生产。
主要設計參照了現時2、8號線使用的一二八號線增購車（內部型號A5），外型與其一模一樣，惟外觀塗裝參照了現時8號線另一款主力車型長客-龐巴迪Movia 456列車（內部型號A2），以香檳色為主色調，車窗周邊漆有黑色，車體兩邊各有一條黃色的飾帶。最高運營時速 80 km/h。

## 歷史
- 2018年9月10日晚十時，首列列車在8號線投入服務[2]。

## 列車特點

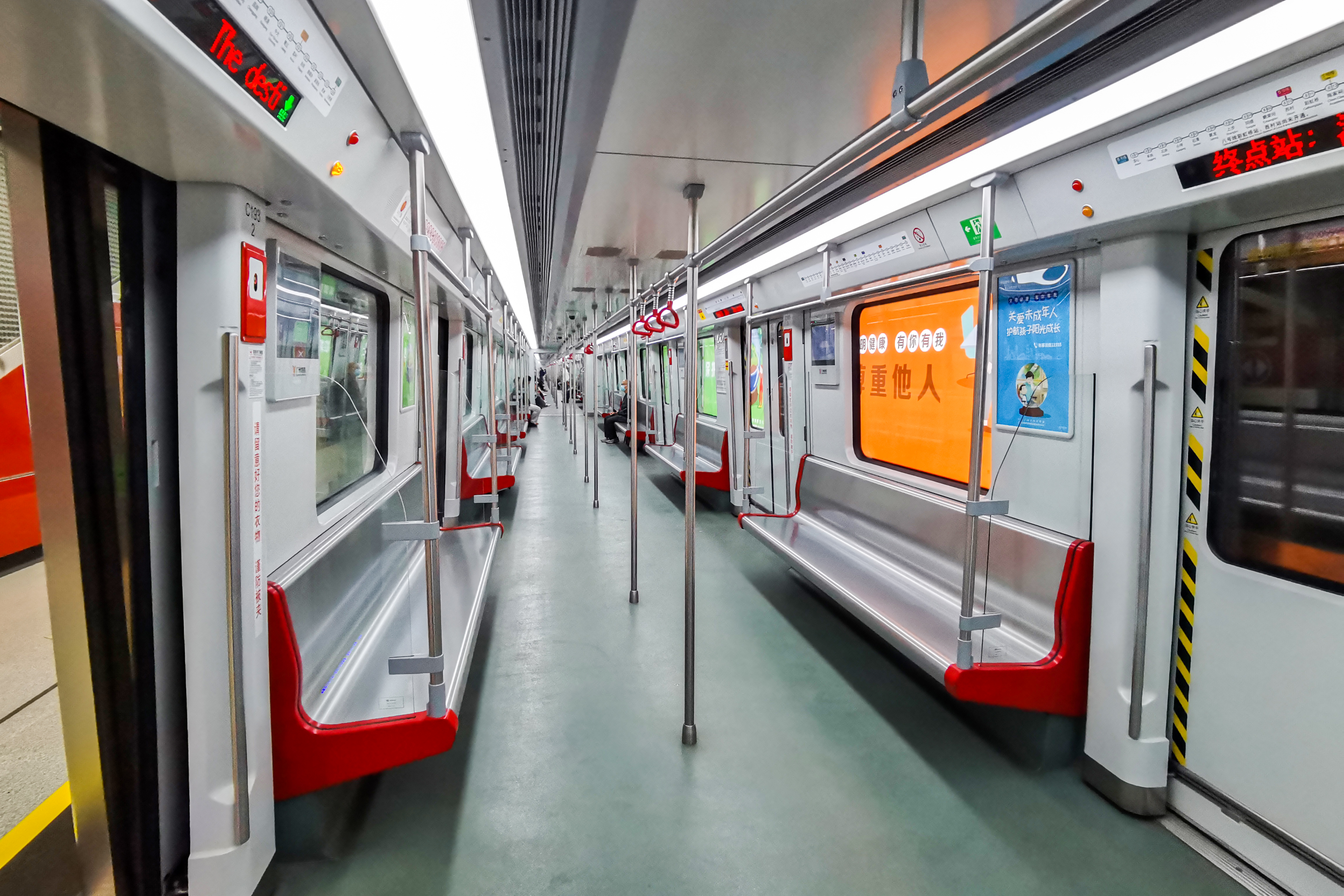
列车内部

此列車屬A型車，同樣採用鋁合金車體，由中车株洲电力机车厂自主研发生产。該款列車运用了最新的LCU技术，这项设备技术替代了车上70%的继电器，不但故障率低，还能准确监控列车的运行状态。
車內的乘客信息同樣使用貼紙路線圖加上LED點陣屏，以顯示報站、轉乘路線以及列車總站等運營信息。
內飾基本與現時2、8號線使用的A5型列車一樣，車門兩邊亦有加設有扶手，更增加了乘客报警装置；但車廂內座位上方的扶手改回與A4型相同的直桿樣式。
另外，此列車在运营上线初期，自動報站系統的觸發比8號綫的其他列車（A2型和A5型）要延遲。當遇到車站距离比較短的區間（如昌崗站來往曉港站的區間），容易發生到站開門之後仍然在報站的情況。针对此问题，后来在2020年8月对报站系统调整为列车出站后5秒触发自动报站系统。

## 列車編組
本款列車以6卡為一列，以兩個單元車（一個單元車為A-B-C或C-B-A）结合为一列。
本款列车的编号紧跟在A5型列車的編號之后，从 08x165-166 起，至 08x211-212 止。
|                                                   | 八号线北延段列车（A6） ←萬勝圍方向滘心方向→ |              |                 |              |                 |                 |   |                 |              |                 |              |              |   |
| 动力单元                                          |                                             | 08××× （奇） | 08××× （奇）    | 08××× （奇） | 08××× （奇）    | 08××× （奇）    |   | 08××× （偶）    | 08××× （偶） | 08××× （偶）    | 08××× （偶） | 08××× （偶） |   |
| 車廂編號                                          | 08A165 : 08A211                             |              | 08B165 : 08B211 |              | 08C165 : 08C211 | 08C166 : 08C212 |   | 08B166 : 08B212 |              | 08A166 : 08A212 |              |              |   |
| 受电弓                                            |                                             | ＞           |                 |              | ＜              |                 |   |                 |              |                 |              |              |   |
| 型式区分                                          | =                                           | Tc           | -               | Mp           | -               | M               | + | M               | -            | Mp              | -            | Tc           | = |
| M：动力车；Mp：带受电弓的动车；Tc：带驾驶室的拖车 |                                             |              |                 |              |                 |                 |   |                 |              |                 |              |              |   |
| ＝ ：全自动车钩；+ ：半自动车钩；- ：半永久牵引杆 |                                             |              |                 |              |                 |                 |   |                 |              |                 |              |              |   |